# Ars (Creuse)
Ars é uma comuna francesa na região administrativa da Nova Aquitânia, no departamento de Creuse. Estende-se por uma área de 21,69 km². Em 2010 a comuna tinha 248 habitantes (densidade: 11,4 hab./km²).